# المدرسة الكاثوليكية المركزية
المدرسة الكاثوليكية المركزية (بالإنجليزية: Catholic Central School)‏ هي مدرسة رومانية كاثوليكية خاصة في سبرينغفيلد، أوهايو. يوفر المركز الكاثوليكي المركزي، وهو جزء من أبرشية سينسيناتي، التعليم للصفوف ما قبل الروضة وحتى الصف الثاني عشر في ثلاثة أحرام جامعية. تم تصنيفها مؤخرًا كواحدة من أفضل 50 مدرسة كاثوليكية في الأمة. تُعرف الفرق الرياضية بالمدرسة باسم الإيرلندي المقاتل.

## خريجون متميزون
- جايسون كولير - لاعب كرة سلة محترف
- جيم باكسون، الأب. - لاعب كرة سلة محترف